# Armando Gomes
Armando Gomes Vieira Filho (Santos, 17 de março de 1943 — São Paulo, 26 de julho de 2020) foi um radialista e cronista esportivo brasileiro.
Trabalhou como cronista esportivo pela Rádio Atlântica de Santos, e apresentava o programa Esporte por Esporte pela Santa Cecília TV.
Deu nome à Sala de Imprensa Armando Gomes do Estádio Urbano Caldeira, em Santos.

## Perfil
A vida de Armando Gomes relaciona-se intimamente com o Santos Futebol Clube desde 1952, quando aos nove anos de idade tornou-se um sócio do clube. Armando Gomes era conselheiro efetivo do clube.
Iniciou a carreira em 1962, quando decidiu seguir a carreira dos pais. Naquele ano, estreou na Rádio Clube o Programa Resenha Esportiva, onde dava as principais notícias do Santos Futebol Clube. Desta data em diante, Armando Gomes pôde mostrar seu trabalho em todas as emissoras AM da Baixada Santista e ainda em duas FM, sempre falando de esporte e do Alvinegro Praiano.
O sucesso de Armando Gomes o levou para as emissoras da capital. Em 1978, quando trabalhava na Rádio Gazeta, foi convidado a participar do programa da TV Gazeta intitulado Futebol é com 11. Foi deste programa que derivou o Mesa Redonda Futebol Debate no ar até hoje na emissora paulistana. Cansado de trabalhar em São Paulo, Armando decidiu voltar a trabalhar na Baixada Santista em 1983. Naquele ano, abandonou a TV Gazeta e começou a trabalhar na Rádio A Tribuna AM, onde ficou até 1987.
Após aquele período, Armando foi o pioneiro na região ao apresentar o primeiro programa de esportes de TV voltado exclusivamente a Baixada Santista: o Litoral nos Esportes, que era exibido na TV Litoral (a primeira emissora de TV regional da Baixada Santista, já extinta). À mesma época Armando também comandou a equipe de esportes da Rádio Litoral, do mesmo grupo.
Ainda na TV Litoral, em 1993, Armando criou aquele que é o seu maior sucesso: o programa Esporte por Esporte. Após o encerramento das atividades da TV Litoral em 1996, o programa passou a ser transmitido pela Santa Cecília TV, que ocupou o espaço da antiga emissora.
O programa Esporte por Esporte já rendeu muitos prêmios a Armando. Mas segundo o próprio Armando, o maior deles foi uma declaração de Jô Soares para a revista Veja na qual Jô disse que o programa dele é o líder de audiência em 23 estados brasileiros exceto São Paulo devido a um programa de esportes da Baixada Santista.
Em seus mais de 50 anos de profissão, a maior parte deles ao lado do Santos Futebol Clube, Armando pôde conhecer o mundo durante as viagens acompanhando o clube de futebol. Pôde também ser testemunha ocular das maiores glórias santistas. Ao comentar sua relação com o clube, Armando costuma dizer, dentro de sua forma polêmica de se expressar.
Armando faleceu aos 77 anos em 26 de julho de 2020, ele estava internado há dois meses no Hospital Vila Nova Star em São Paulo e lutava contra um câncer.